# Újtelep (Mátészalka)
Újtelep Mátészalka nyugatra eső családiházas jellegű városrésze, amelyet a vasút választja el a város többi részétől és a vasútállomás közelében gyalogos felüljáró (repülőhíd) köti össze egymással a két városrészt.

## Története
Nevét 1939-ben említettették először Kisperjés vagy Újtelep néven. A vasútállomás nyugati oldalán fekszik, és a Meggyesi és a Hodászi út közötti területet foglalta magába.
Perjés (Kisperjés) neve az egykor e területen húzódó hajdani mezőrész növényzetére utal:
perje, pernye ~ laza bugájú fűféle.
A terület egykor Szalkai Pál birtoka volt, melyet az 1924 évi VII. tc. alapján parcelláztak fel, és nyitották meg a Hunyadi utcát, Hunyadi közt, Jókai utcát, Petőfi utcát és Petőfi teret.
1926-ban épült fel egytantermes elemi iskolája a hozzá tartozó tanítói lakással.
1929-ben készült el a vasúti felüljáró hídja (Repülőhíd).
1933-1935 körül épült a Bartók Béla, Esze Tamás, Martinovics és Szatmár utcák, valamint a Hunyadi- és Petőfi közök újabb szakaszai.
1947 körül épültek be a Schönherz Zoltán és a Rózsa Ferenc utcák.
1960-as évek közepén nyitották meg a Gábor Áron utcát.
1979-ben csatolták a városrészhez a Meggyesi úttól a Fürst Sándor utcáig terjedő területet is.

## Galéria

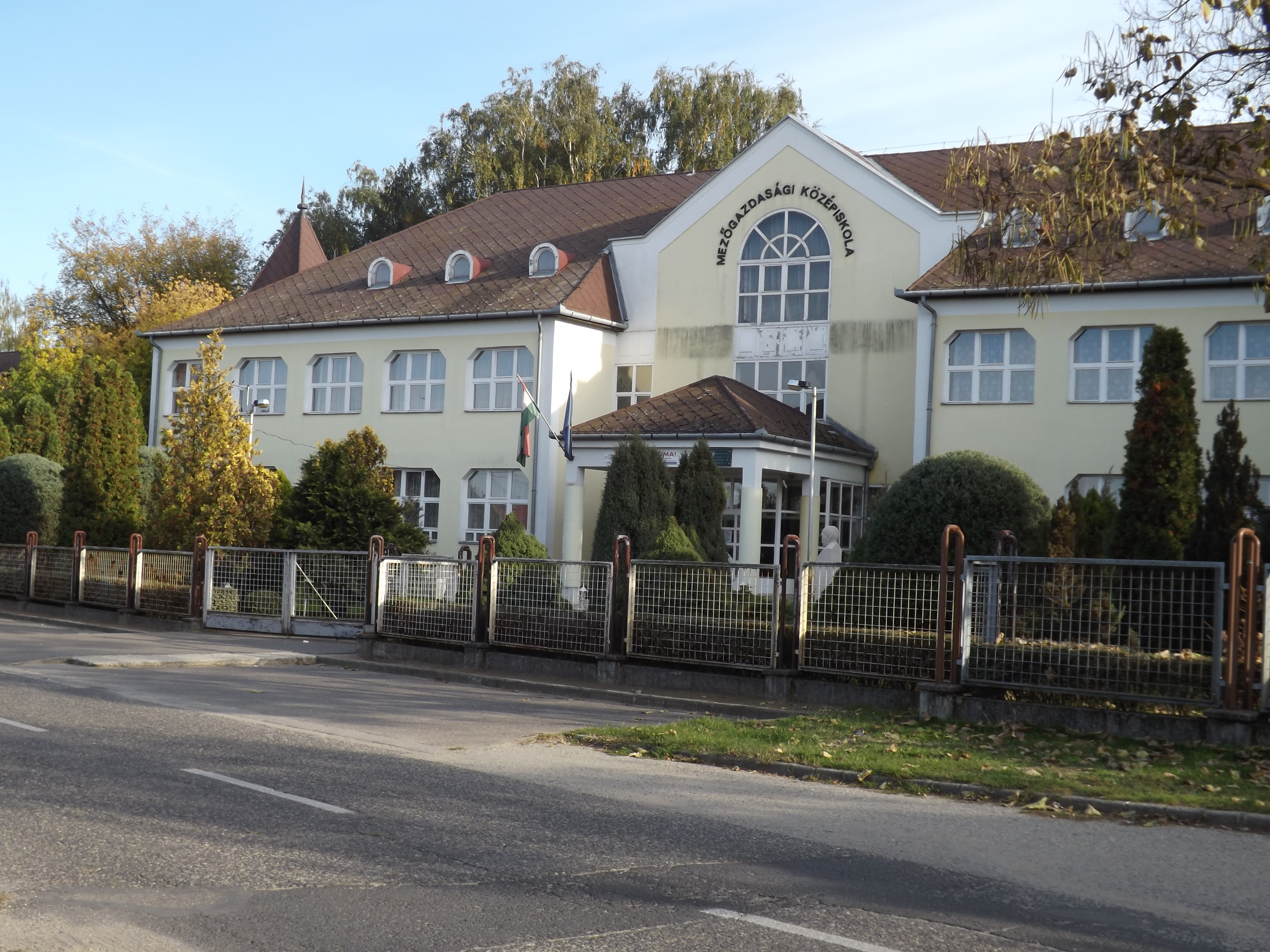
Baross László Mezőgazdasági Szakközépiskola
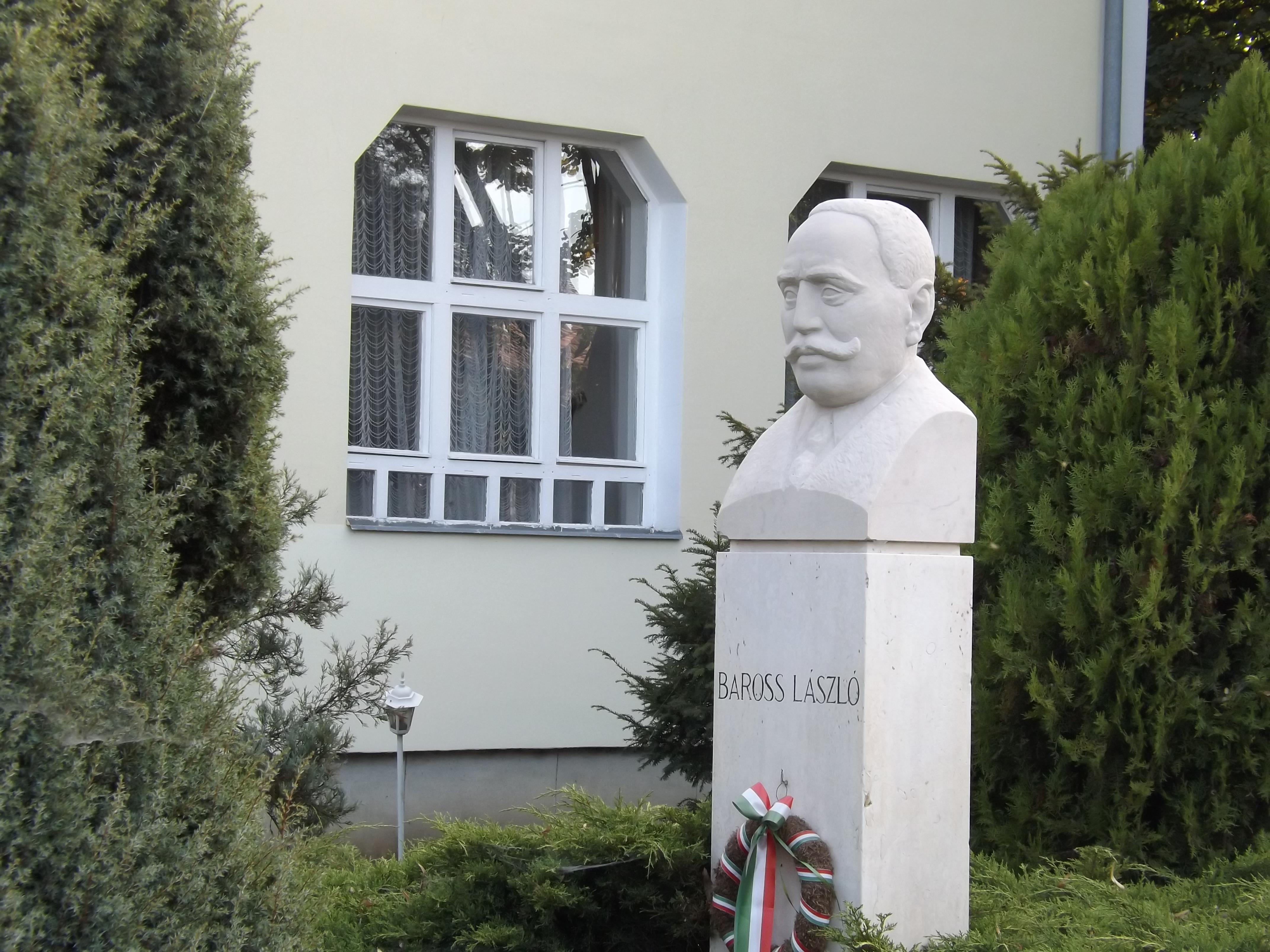
Mátészalka, Baross László szbra a Mezőgazdasági Technikum épülete előtt
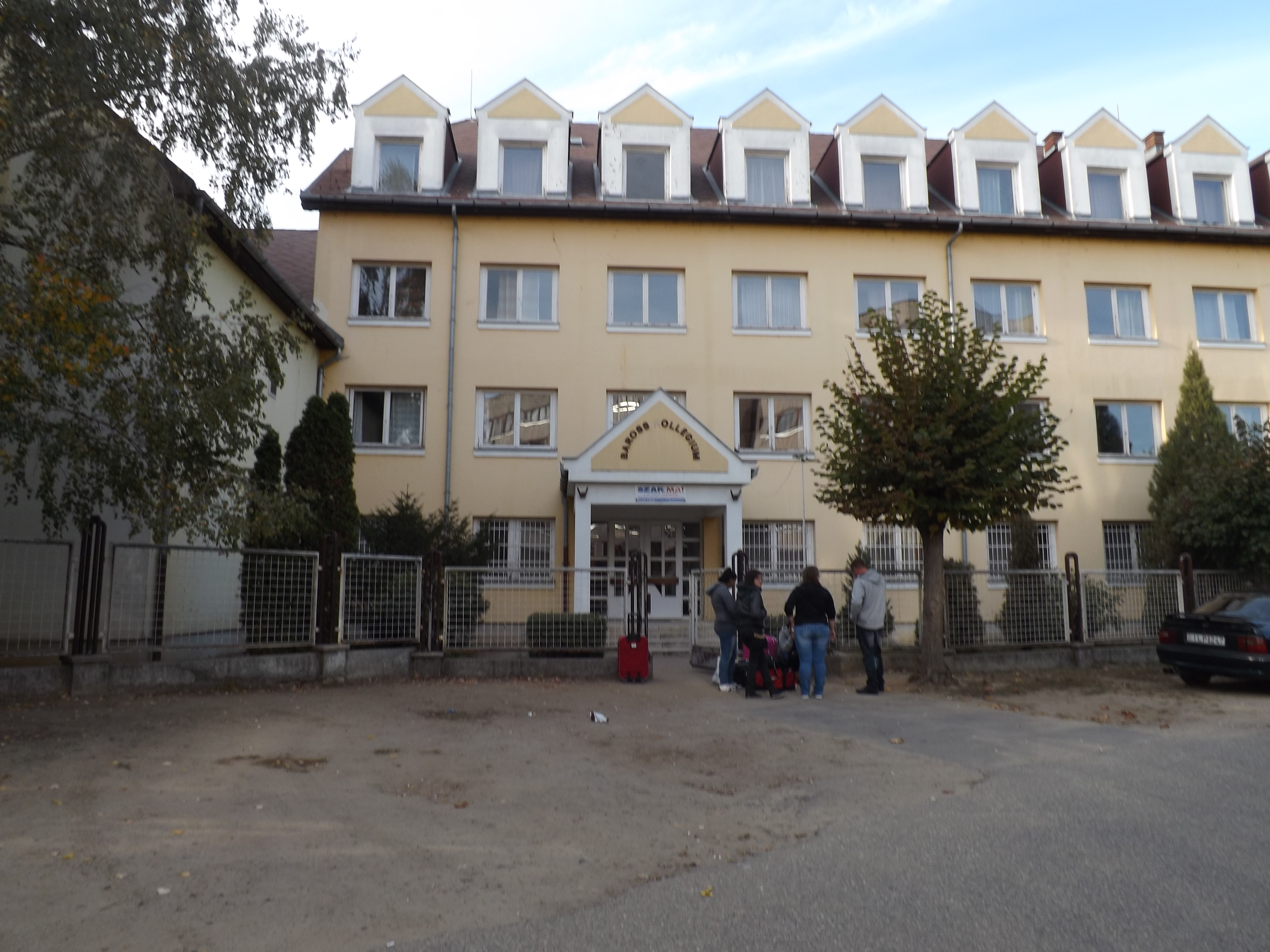
Baros László kollégium
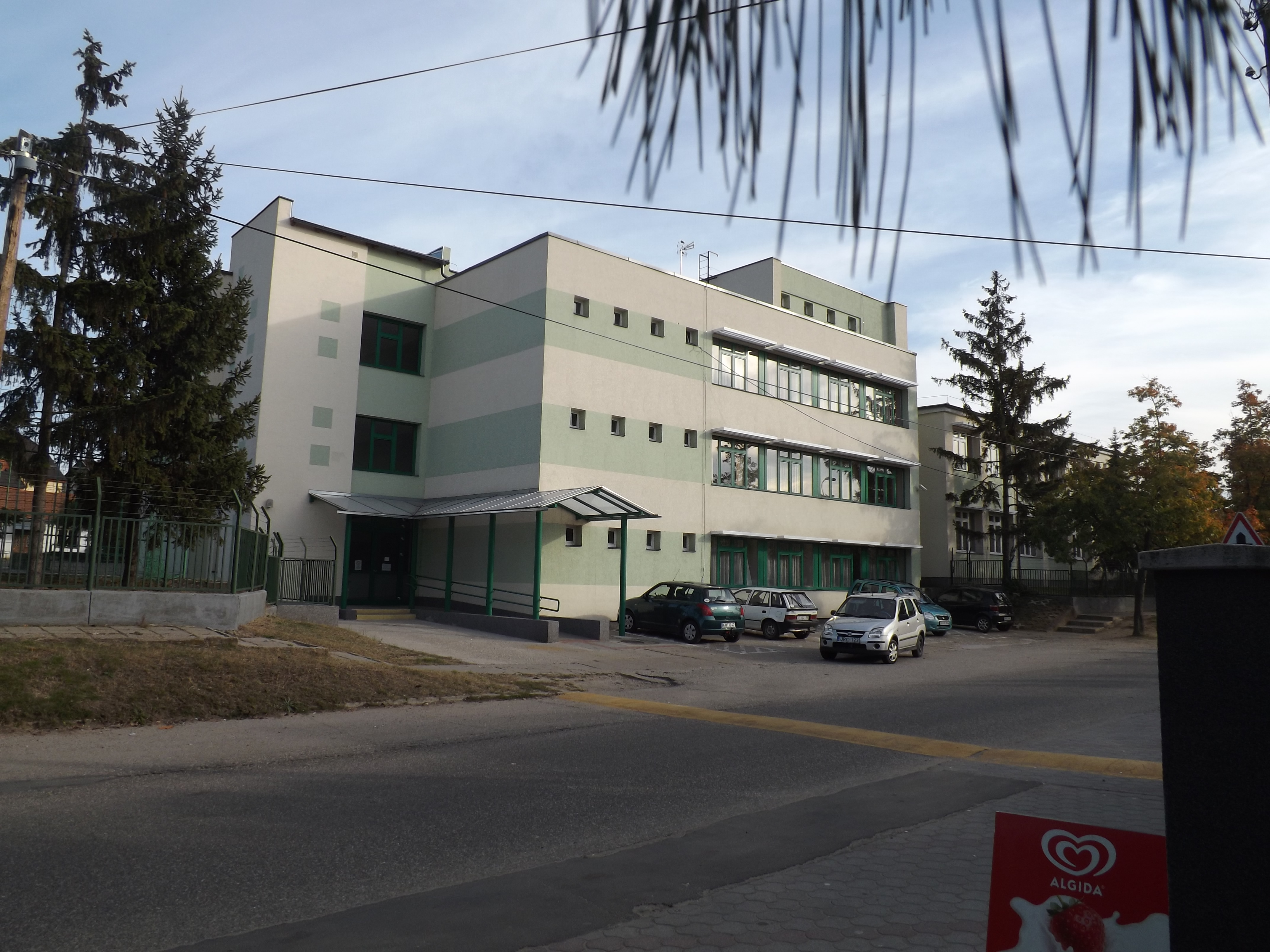
Déri Miksa Szakközépiskola és Szakiskola, Mátészalka
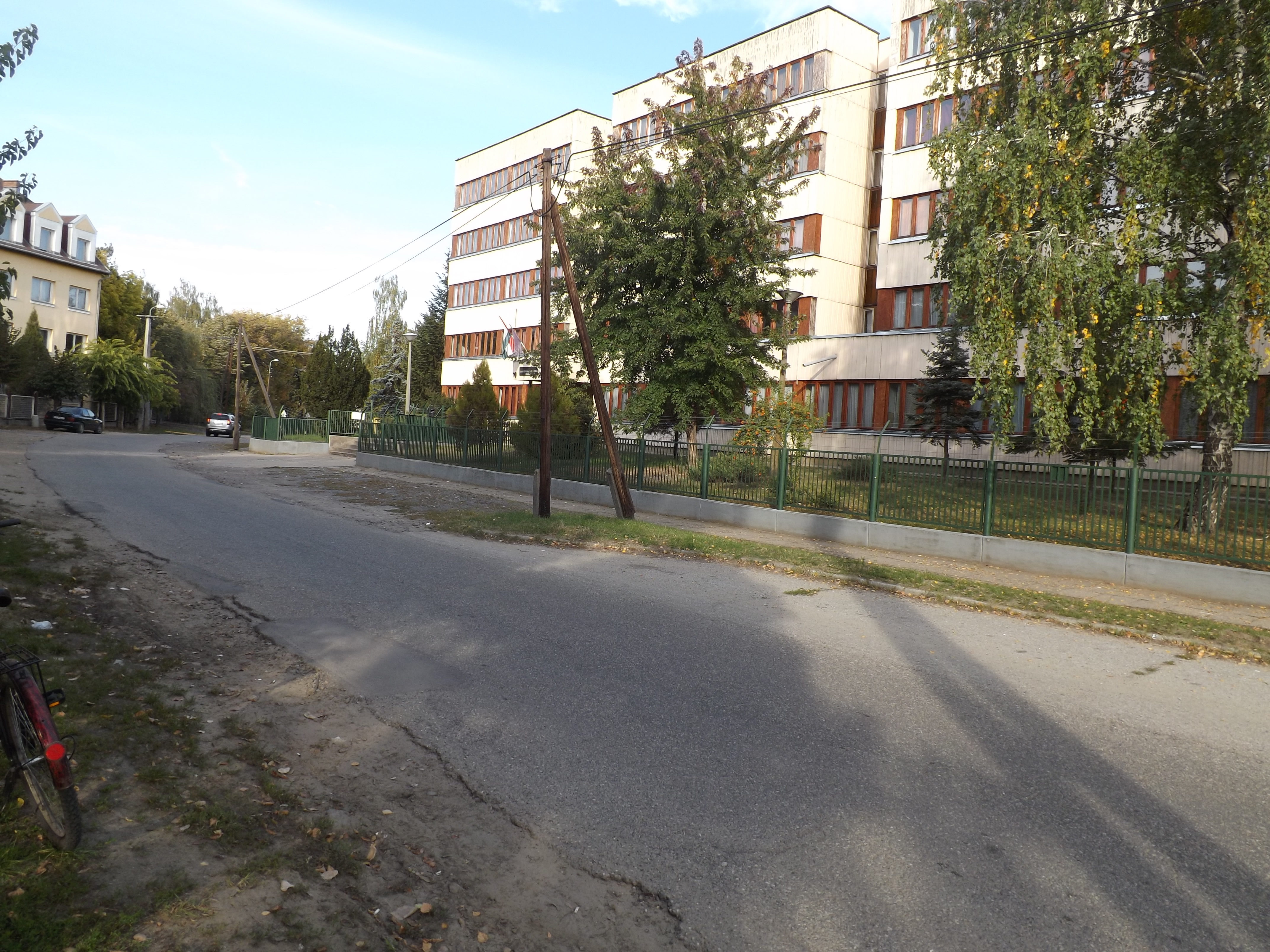
Mátészalka, Újtelep városrész. Déri Miksa kollégium
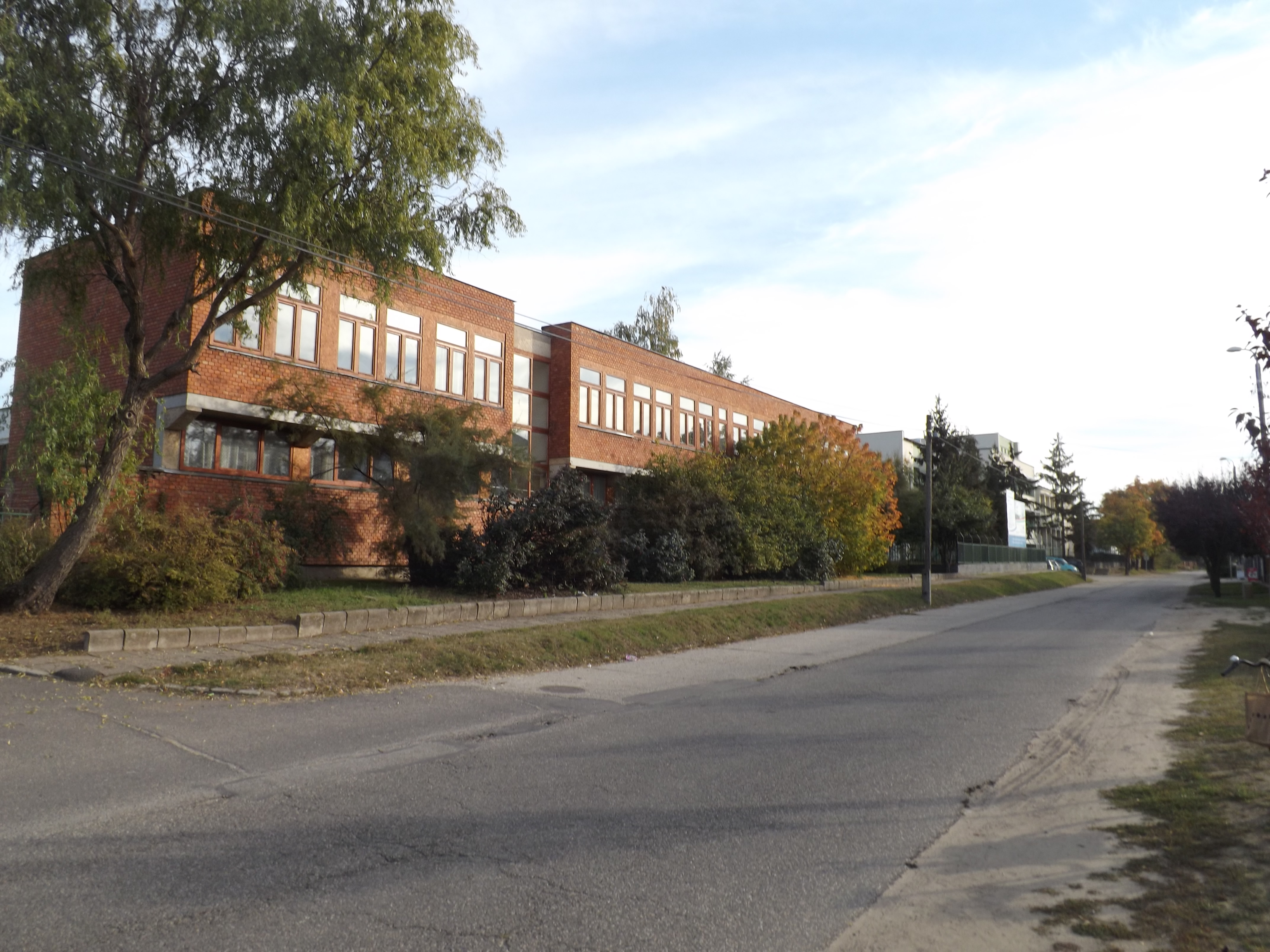
Mátészalka, Újtelep városrész. A Déri Miksa Szakközépiskola épületei
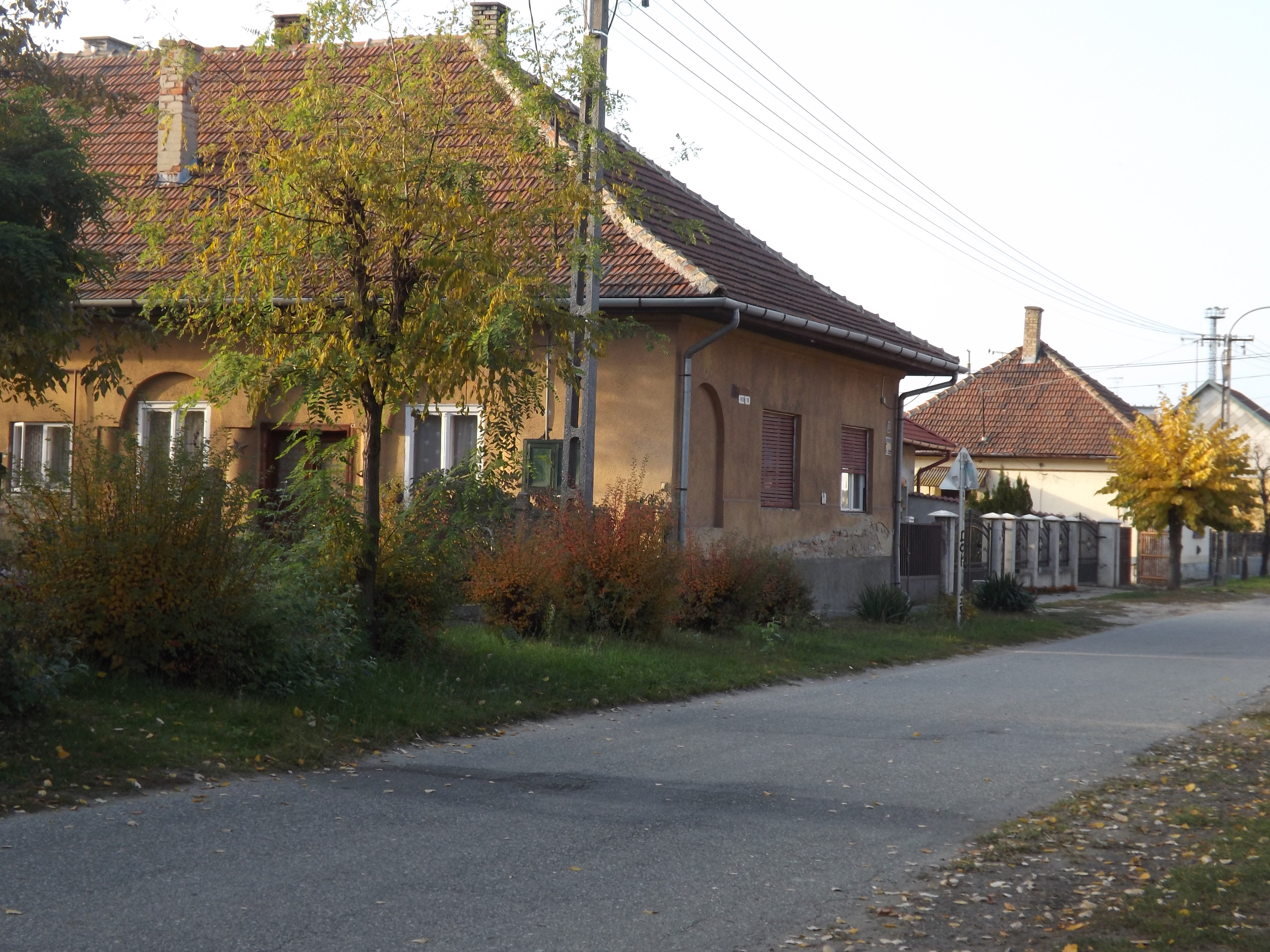
Az Újtelep első, 1926-ban épült egytantermes általános iskolája és tanítói lakása
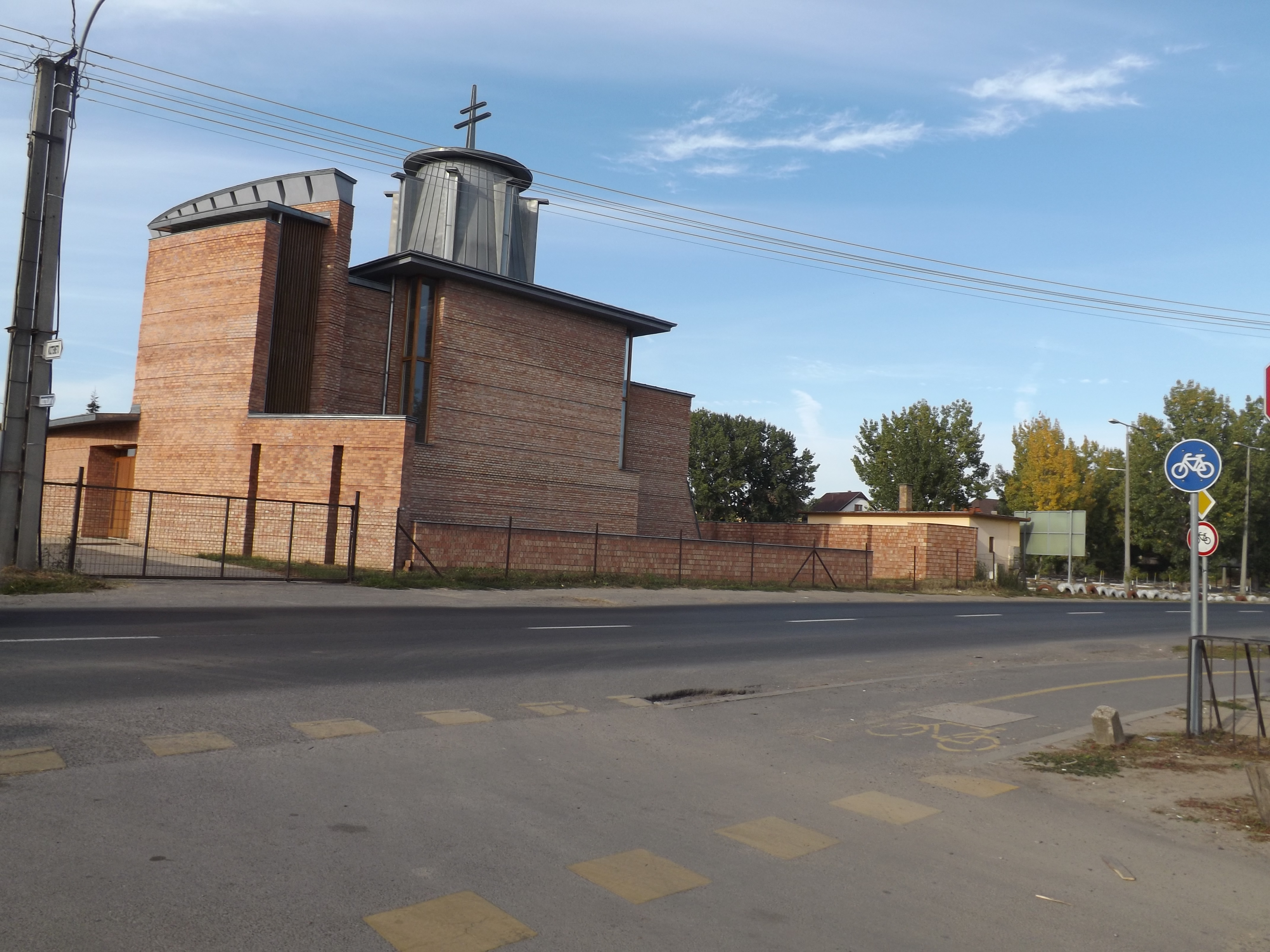
Az új görögkatolikus templom
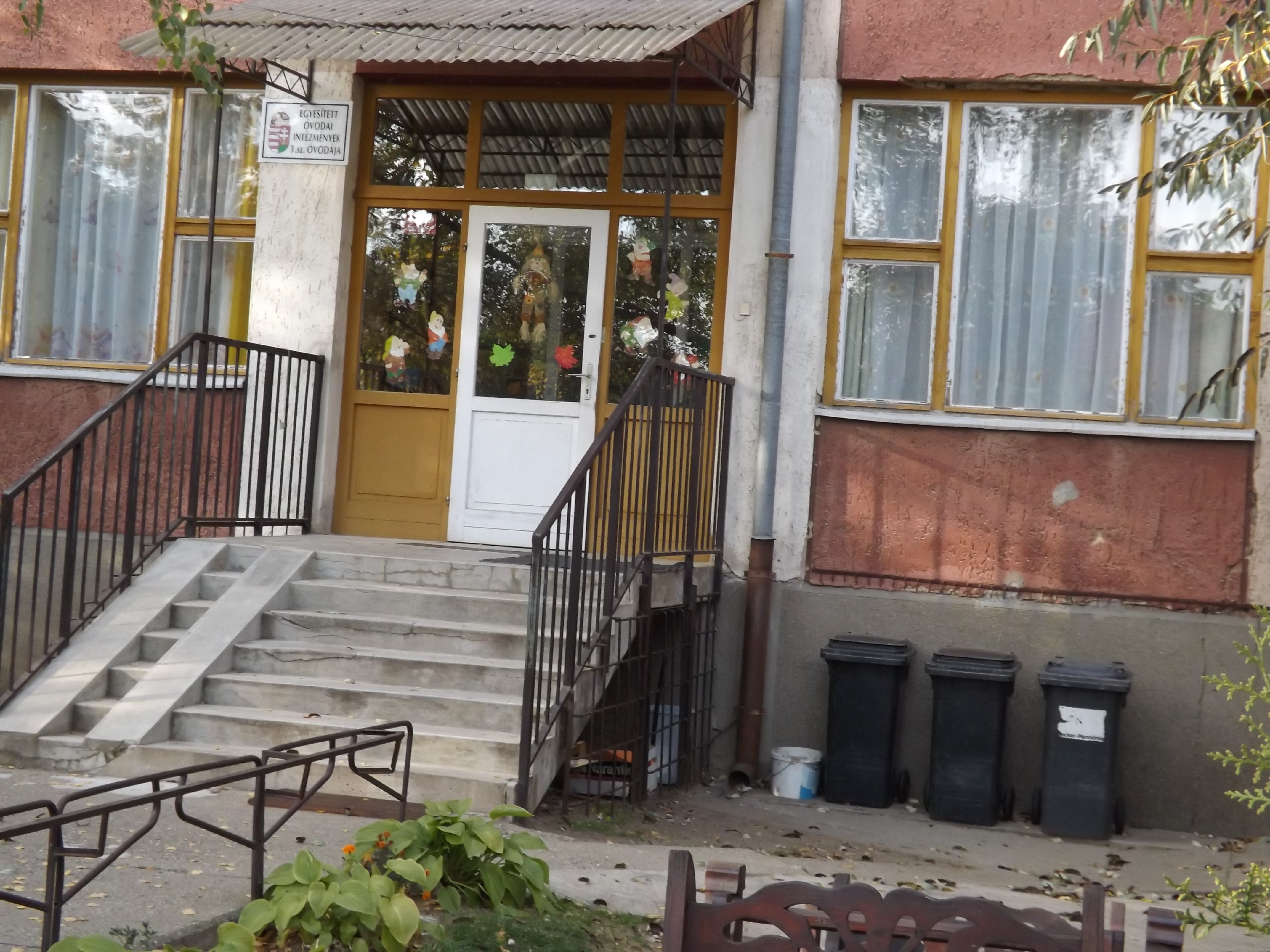
Az óvoda épülete
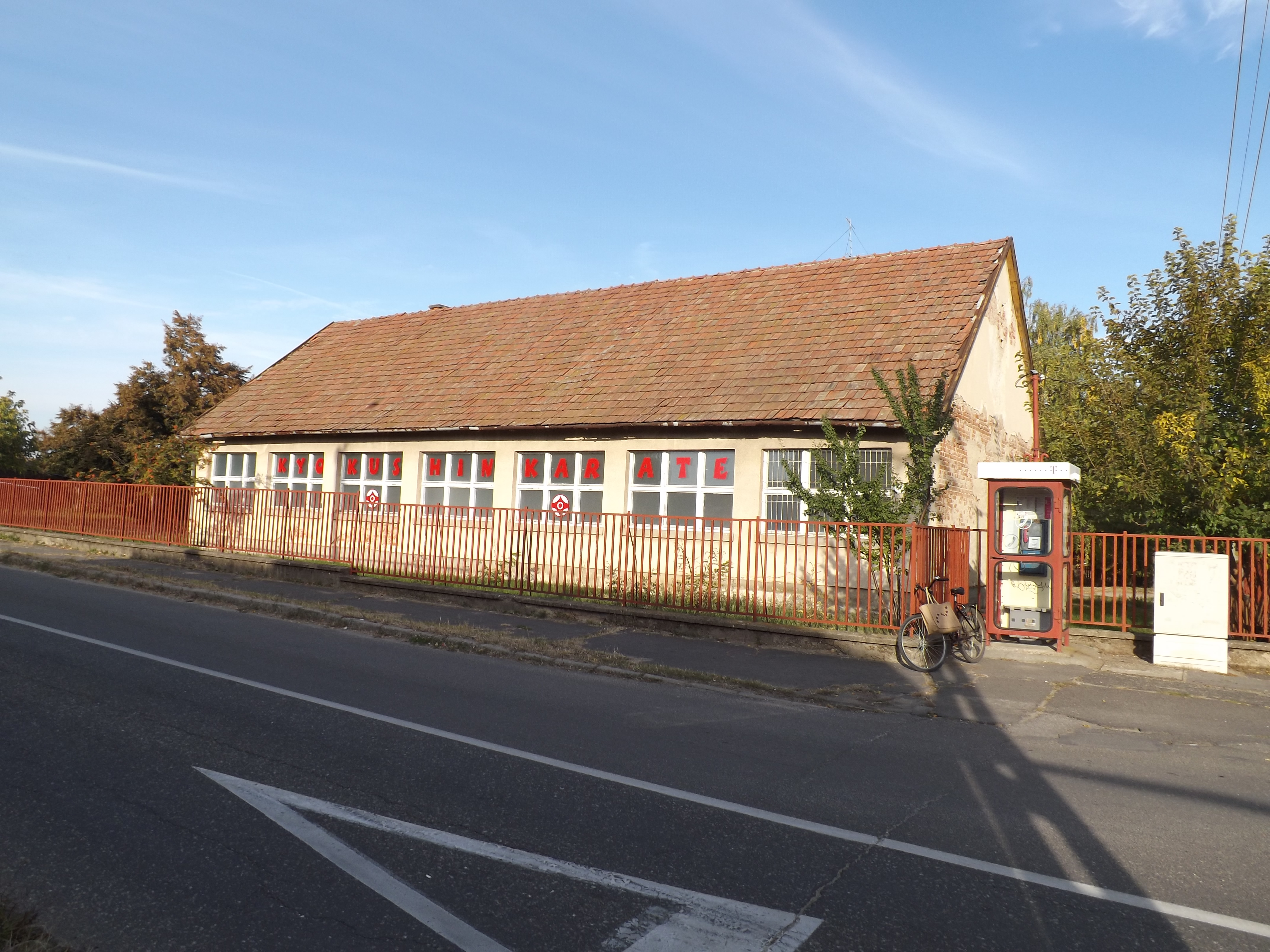
Mátészalka, Újtelep, a Kyokusin karate épülete
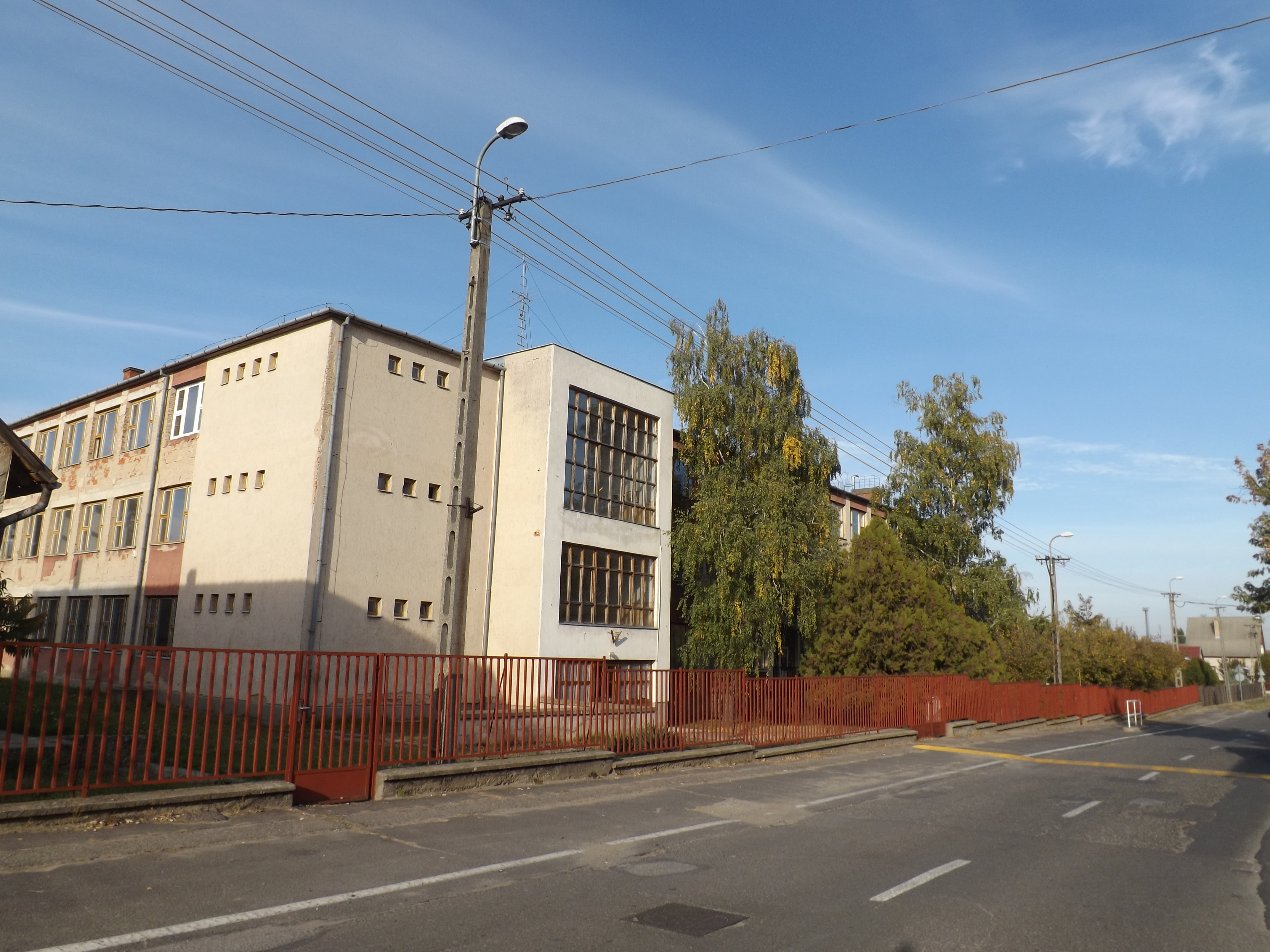
Mátészalka, Újtelep, a városrész általános iskolájának régi épülete
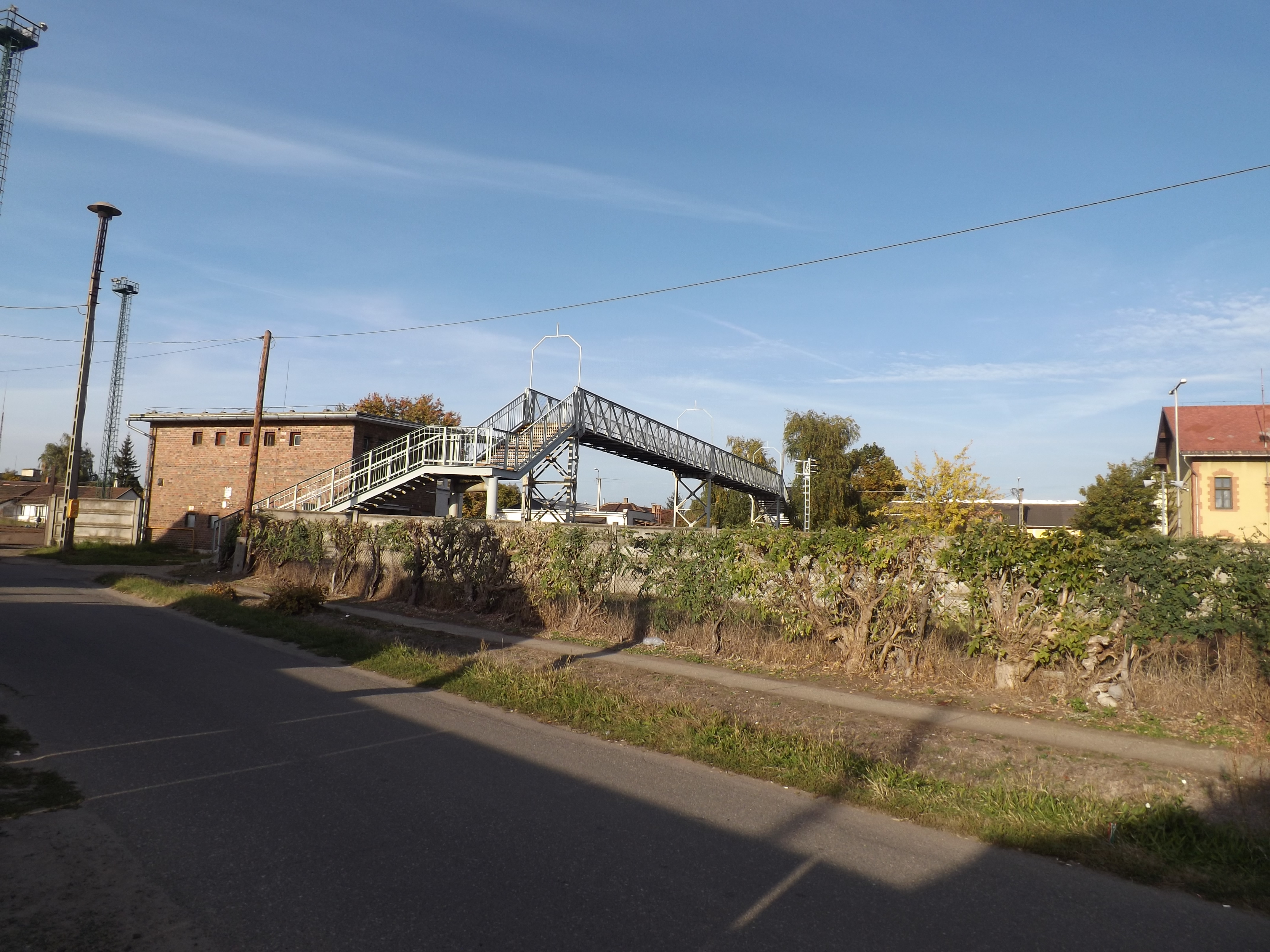
Mátészalka, az Újtelep városrész gyalogos forgalmát bonyolító Repülő-híd